# Alstonia deplanchei
Alstonia deplanchei är en oleanderväxtart som beskrevs av Heurck, Müll. Arg.. Alstonia deplanchei ingår i släktet Alstonia och familjen oleanderväxter. Utöver nominatformen finns också underarten A. d. ndokoaensis.